# Enzymtherapie
Enzymtherapie is een alternatieve behandelwijze, waarbij bepaalde enzymen die volgens de theorie van enzymtherapie een genezende of profylactische werking hebben, worden ingespoten of ingenomen. Enzymen, of fermenten, zijn eiwitachtige stoffen, die via de maag of darm het bloed niet kunnen bereiken. Er is van wat men onder enzymtherapie pleegt te verstaan dan ook geen effect aan te tonen dan het placebo-effect.

## Werking
In het maag-darmkanaal worden voedingsstoffen zoals eiwitten door enzymen afgebroken tot kleinere eenheden zoals aminozuren. Als iemand een van die enzymen tekortkomt, kan de patiënt het ontbrekende enzym innemen.
De cardioloog kan bij een hartinfarct een enzym, streptokinase, in de kransslagader spuiten om een stolsel op te lossen. In de kindergeneeskunde worden bij bepaalde vormen van erfelijk enzymgebrek stamcellen getransplanteerd die het tekort opheffen. Ten slotte grijpt bijna elk medicijn in op een of meerdere enzymen. Dat alles wordt echter niet bedoeld met enzymtherapie.

## Geschiedenis
Sinds de jaren zestig worden onder de naam 'enzymtherapie' enzymen verkocht waaraan allerlei werkingen worden toegeschreven. Omdat alle enzymen eiwitten zijn, worden ze in het maag-darmkanaal afgebroken tot aminozuren. De enige activiteit die dit soort middelen bezit is een placebo-effect dat overigens vrij sterk kan zijn.
In 1964 werd daarnaast Vasolastine op de markt gebracht, dat plaque en stolsels in vernauwde bloedvaten op moest lossen. Dit middel werd per infuus toegediend, en zou theoretisch effect kunnen hebben, wat echter bij onderzoek niet het geval bleek te zijn. Onder druk van patiëntenverenigingen dwong de Tweede Kamer de minister echter om een uitzondering te maken voor Vasolastine. Van dit middel hoefde de werking niet bewezen te worden. Sinds 1990 staat op het etiket dat het College ter beoordeling van verpakte geneesmiddelen het middel weigert te registreren.
Tegenwoordig is het infuusmiddel Vasolastine vervangen door orale middelen onder de namen Vasolastica, Cerebrase en Chondrase, die echter evenmin werkzaam zijn.